# Mangan(II) sulfat
Mangan(II) sunfat thường nói đến một hợp chất vô cơ với công thức hóa học MnSO4. Chất rắn dễ chảy nước màu hồng nhạt này là muối mangan(II) có ý nghĩa thương mại lớn. Gần 260 nghìn tấn mangan(II) sunfat đã được sản xuất trên toàn thế giới vào năm 2005. Chất này là tiền chất để sản xuất mangan kim loại và nhiều hợp chất khác. Đất đai nông nghiệp bị thiếu vi lượng mangan được cân bằng lại bằng muối này.

## Hợp chất khác
- MnSO4 còn tạo một số hợp chất với NH3, như MnSO4·2NH3 – bột trắng[2], MnSO4·4NH3 – chất rắn không màu[3], MnSO4·5NH3·H2O – chất rắn màu trắng[4] hay MnSO4·6NH3 – chất rắn màu trắng.[5]
- MnSO4 còn tạo một số hợp chất với N2H4, như MnSO4·N2H4 – tinh thể không màu.[6] MnSO4·2N2H4 cũng được biết đến, là bột trắng nhưng không ổn định.[7]
- MnSO4 còn tạo một số hợp chất với NH2OH, như MnSO4·NH2OH là bột trắng không tan trong nước.[7]
- MnSO4 còn tạo một số hợp chất với CO(NH2)2, như MnSO4·2CO(NH2)2 và MnSO4·4CO(NH2)2 đều là tinh thể màu hồng.[8]
- MnSO4 còn tạo một số hợp chất với CON4H6, như MnSO4·CON4H6 là tinh thể trắng, d = 2,167 g/cm³.[9]
- MnSO4 còn tạo một số hợp chất với CS(NH2)2, như MnSO4·CS(NH2)2 là tinh thể không màu.[10]